# Tierra Caliente, Tamazulápam del Espíritu Santo
Tierra Caliente är en ort i Mexiko.   Den ligger i kommunen Tamazulápam del Espíritu Santo och delstaten Oaxaca, i den sydöstra delen av landet, 400 km sydost om huvudstaden Mexico City. Tierra Caliente ligger 1 747 meter över havet och antalet invånare är 230.
Terrängen runt Tierra Caliente är bergig norrut, men söderut är den kuperad. Runt Tierra Caliente är det ganska tätbefolkat, med 62 invånare per kvadratkilometer. Närmaste större samhälle är Tamazulápam del Espíritu Santo, 5,3 km öster om Tierra Caliente. I omgivningarna runt Tierra Caliente växer i huvudsak blandskog.